# Rollandia
Rollandia és un gènere d'ocells aquàtics de la família dels podicipèdidss (Podicipedidae). Aquests cabussets viuen en zones humides d'Amèrica del Sud.

## Taxonomia
Segons la classificació del Congrés Ornitològic Internacional (versió 2.6, 2010) aquest gènere està format per dues espècies:
- cabusset de plomall blanc (Rollandia rolland).[2]
- cabusset del Titicaca (Rollandia microptera).[3]